# آرنو نوردلوند
آرنو نوردلوند (فنلاندی: Arno Nordlund؛ زادهٔ ۲ سپتامبر ۱۹۳۵) بازیکن فوتبال اهل فنلاند بود.
وی همچنین در تیم ملی فوتبال فنلاند بازی کرده‌است.